# لیک‌هد (کالیفرنیا)
لیک‌هد (به انگلیسی: Lakehead) یک منطقهٔ مسکونی در ایالات متحده آمریکا است که در شهرستان شاستا، کالیفرنیا واقع شده‌است. لیک‌هد ۱۳٫۶۷۲ کیلومتر مربع مساحت و ۴۶۱ نفر جمعیت دارد و ۴۴۱٫۰۵ متر بالاتر از سطح دریا واقع شده‌است.